# Bloomsday

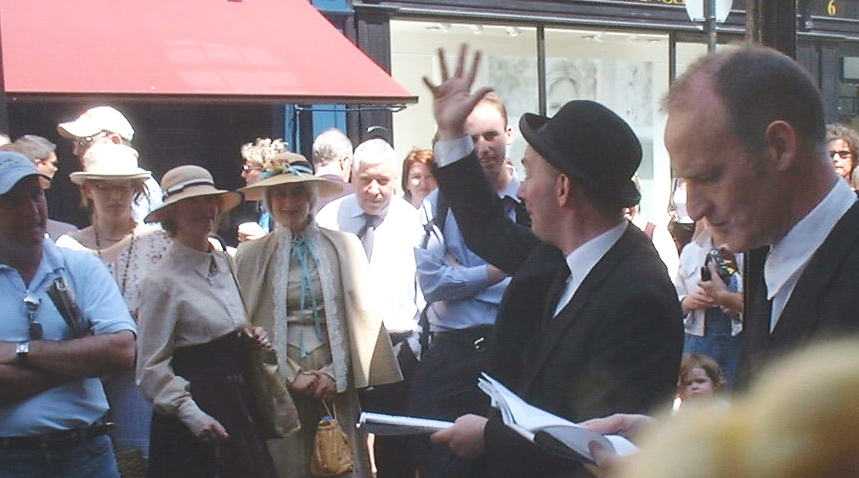
Atores caracterizados como personagens de Ulisses, durante o Bloomsday, em Dublin

Bloomsday, comemorado em 16 de junho, é o dia instituído  na Irlanda para homenagear o personagem Leopold Bloom, protagonista de Ulisses, de James Joyce. Em todo o mundo, é o único dia dedicado ao personagem de um livro.
O Bloomsday é comemorado na Irlanda e pelos amantes da literatura com diversos eventos oficiais e não oficiais. Também é comemorado todos os anos em vários lugares e em várias línguas. Em comum entre os muitos dedicados entusiastas e simpatizantes envolvidos nestas comemorações há o esforço por relembrar os acontecimentos vividos pelos personagens de Ulisses pelas dezenove ruas da cidade de Dublin.
Ulisses narra os acontecimentos vividos pelo personagem Leopold Bloom durante 19 horas do dia 16 de junho de 1904. Joyce estabelece uma série de correspondências com a Odisseia de Homero, seja entre os personagens (Leopold Bloom e Ulisses; Molly Bloom e Penélope; Stephen Dedalus e Telêmaco) seja com referência aos acontecimentos narrados. A obra é considerada um dos marcos da literatura ocidental contemporânea.
Há alguma controvérsia sobre o ano em que o Bloomsday começou a ser comemorado. Alguns especialistas indicam 1925 (três anos após o lançamento do livro); outros afirmam que foi na década de 1940, logo após a morte de Joyce, enquanto a hipótese mais aceita indica que foi em 1954, na data do quinquagésimo aniversário do dia retratado em Ulisses.
Hoje o Bloomsday é uma efeméride inserida no calendário cultural de vários países e não se restringe ao círculo de leitores da obra (de aproximadamente 900 páginas).

## Origem
Joyce escolheu o dia 16 de junho para ser imortalizado em sua obra porque este foi o dia em que teve a primeira relação sexual com sua futura companheira, Nora Barnacle (apesar de a imprensa irlandesa publicar que, nesse dia, eles "caminharam juntos" pela primeira vez[carece de fontes?]), que, à época, era uma jovem virgem de vinte anos. Na verdade, Nora teve medo de completar o coito e o masturbou "com os olhos de uma santa", como Joyce relatou em uma carta.

## James Joyce
James Joyce experimentou vários gêneros literários. Publicou uma peça de teatro, Exiles; um livro de contos, "Dublinenses"; duas séries de poemas, coletados em Chamber Music e em Pomes Penyeach; uma novela autobiográfica, Giacomo Joyce; e três romances densos e seminais: Retrato do artista quando jovem, Ulisses e Finnegans Wake.
É atribuído a ele o comentário de que seus últimos livros deixariam os críticos e pesquisadores ocupados por anos, tão diferentes e contraditórias seriam suas possíveis leituras.[carece de fontes?]